# Мелетий (Картушин)
Архиепи́скоп Меле́тий (в миру Миха́ил Полика́рпович Карту́шин; ок. 1859, хутор Попки, Усть-Медведицкий округ, Область Войска Донского — 4 июня 1934, Москва) — епископ Древлеправославной Церкви Христовой (Белокриницкой иерархии), в 1915—1934 годы — её предстоятель с титулом архиепископ Московский и всея Руси.

## Биография
Родился ок. 1859 года в хуторе Попкове станицы Островской Области Войска Донского (ныне хутор Попки Котовского района Волгоградской области). Приходился двоюродным братом архиепископу Московскому и всея Руси Иоанну (Картушину).
Около 1886 года рукоположён во священника. В 1895 году овдовел.
7 декабря 1908 года архиепископом Московским и всея Руси Иоанном (Картушиным) в сослужении епископа Рязанского и Егорьевского Александра (Богатенко) рукоположён во епископа на Саратовскую и Астраханскую кафедру.
25 августа 1910 года ему было поручено временное управление Уральской епархией, которой он управлял до поставления на неё Евлогия (Алгазина).
В 1914 году в составе старообрядческой делегации (епископ Рязанский и Егорьевский Александр (Богатенков), благочинный г. Саратова о. Дионисий Новиков и С. И. Быстров) посетил Константинополь, Палестину, Иерусалим, Египет, Грецию, где встречался с представителями греческой церкви.
30 августа 1915 года Освященным Собором во главе с митрополитом Белокриницким Макарием в Покровском соборе на Рогожском кладбище был избран и возведён на московский престол.
В 1923 году архиепископ Мелетий (Картушин), епископ Петроградский и Тверской Геронтий (Лакомкин) выпустили «Архипастырское послание» с призывом к своей пастве быть лояльными по отношению к новой власти.
В 1924 году с другими представителями Белокриницкой иерархии принимал участие в работе совместной комиссии по взаимоотношениям с Русской Древлеправославной Церковью. Но, несмотря на все приложенные усилия, конструктивного диалога не получилось.
В 1932 году фигурировал как «соучастник» в деле арестованного епископа Иринарха (Парфенова).
Скончался 4 июня 1934 года от атеросклероза в возрасте 74 лет, смерть наступила по месту постоянного жительства (Москва, Новоселенский пер., д. Сторожка) (запись акта о смерти № 1732 в Нагатинском отделе ЗАГС г. Москвы). Покоится на архиерейском участке Рогожского кладбища.

## Труды
- Проповеди. Послания. Воззвания. — Ржев: Маргарит, 2010. — 117 с. — Тираж 1000 экз. — ISBN 978-5-87049-742-6